# Фердинанд IV (Тоскана)
Фердинанд IV Салватор Мария Йозеф Йохан Баптист Франц Лудвиг Гонзага Рафаел Раниер Януариус, „Нандо“ от Тоскана (на немски: Ferdinand IV Salvator Marie Joseph Johann Baptist Franz Ludwig Gonzaga Raphael Ranier Januarius, „Nando“, von Toskana; на италиански: Ferdinando IV d' Asburgo-Lorena; * 10 юни 1835, Флоренция; † 17 януари 1908, Залцбург) от род Хабсбург-Лотаринги-Тоскана, е ерцхерцог на Австрия и от 1859 до 1860 г. последният велик херцог на Тоскана.

## Биография
Той е най-големият син на велик херцог Леополд II (1797 – 1870) и втората му съпруга Мария Антония от Неапол-Сицилия (1814 – 1898), дъщеря на крал Франц I от двете Сицилии (1777 – 1830) и инфанта Мария Изабел от Испания (1789 – 1848). Правнук е на император Леополд II.
На 21 юли 1859 г. баща му велик херцог Леополд II се отказва от трона в негова полза. Фердинанд IV абдикира като велик херцог на Тоскана през 1860 г., понеже Великото херцогство влиза през 1860 г. в Кралство Сардиния. Той се оттегля в изгнание в Залцбург и Линдау на Боденското езеро.

## Фамилия
Първи брак: на 24 ноември 1856 г. в Дрезден с принцеса Анна Мария Саксонска (* 4 януари 1836, Дрезден; † 10 февруари 1859, Неапол), дъщеря на крал Йохан Саксонски (1801 – 1873) и съпругата му Амалия Августа (1801 – 1877), дъщеря на баварския крал Максимилиан I Йозеф. Анна Мария умира при раждането на втората си дъщеря на 10 февруари 1859 г. Te имат две дъщери:
- Мария Антоанета Леополдина Анунциата Анна Амалия Йозефа Йохана Имакулата Текла (* 10 януари 1858, Флоренция; † 13 април 1883, Кан, белодробно болна), абатиса в Прага
- дъщеря (*/† 10 февруари 1859)

Втори брак: на 11 януари 1868 г. във Фросдорф с Алиция от Бурбон-Парма (* 27 декември 1849, Парма; † 16 януари 1935, Швертберг), дъщеря на херцог Карл III от Парма (1823 – 1854, убит в Парма) и принцеса Луиза Мария Тереза Френска (1819 – 1864). Те имат десет деца:
- Леополд Фердинанд Салватор Мария Йозеф Йохан Баптист Зенобиус Рупрехт Лудвиг Карл Якоб Вивиан (* 2 декември 1868, Залзбург; † 4 юли 1953), ерцхерцог на Австрия, принц на Тоскана, женен I. на 25 юли 1903 г. за Вилхелмина Абрамовитц (* 1 май 1877; † 17 май 1910), II. 26 октомври 1907 г. за Мария Магдалена Ритер (* 4 март 1877; † 21 юли 1938), III. 1933 г. в Берлин за Клара Павловска (1894 – 1978)
- Луиза Антоанета Мария Терезия Йозефа Йохана Леополдина Каролина Фердинанда Алице Ернестина (* 2 септември 1870, Залцбург; † 23 март 1947, Брюксел), омъжена на 21 ноември 1891 г. във Виена за крал Фридрих Август III от Саксония (* 25 май 1865, Дрезден; † 18 февруари 1932, Сибиленорт)
- Йозеф Фердинанд Салватор Мария Франц Леополд Антон Алберт Йохан Баптист Карл Лудвиг Руперт Мария Ауксилиатрикс (* 24 май 1872, Залцбург; † 25 август 1942), генерал-полковник, женен I. 1921 – 1928 г. за Роза Кандия Калтенбрунер (1878 – 1928); II. 1929 г. за Гертруда Томанек фон Байерфелс-Мондзе (1902 – 1997)
- Петер Фердинанд Салватор Карл Лудвиг Мария Йозеф Леополд Руперт Пиус Панкрац (* 12 май 1874, Залцбург; † 8 ноември 1948, Санкт Гилген), генерал на к. и. к. двойна монархия, женен 1900 г. за Мария Христина от Бурбон-Сицилия (1877 – 1947)
- Хайнрих Фердинанд Хайнрих Фердинанд Салватор Мария Йозеф Леополд Карл Лудвиг Алберт Руперт Катарина фон Рики (* 13 февруари 1878, Залцбург; † 21 май 1969, Залцбург), офицер, художник и фотограф, женен 1919 г. за Мария Каролина Лудешер (1883 – 1981)
- Анна Мария Терезия Фердинанда Аделхайд Леополда Лудовика Антония Франциска Германа Хенриета Хедвиг (* 17 октомври 1879, Линдау; † 30 май 1961, Баден-Баден), омъжена 1901 г. за княз Йоханес фон Хоенлое-Бартенщайн и Ягстберг (1863 – 1921)
- Маргарета Мария Албертина Алице Фердинанда Лудовика Антония Леополда Роберта Хенрика Терезия Едуарда (* 13 октомври 1881, Залцбург; † 30 април 1965, Швертберг)
- Германа Мария Терезия Антония Леополда Алице Фердинанда Йозефа Лудовика Каролина Ерентраут Прота (* 11 септември 1884, Залцбург; † 3 ноември 1955, Швертберг)
- Роберт Фердинанд Салватор Мария Йозеф Антон Лудвиг Карл Франц Хайнрих Терезия (* 15 октомври 1885, Залцбург; † 2 август 1895, Залцбург)
- Агнес Мария Терезия Фердинанда Алице Антония Йозефа Лудовика Анна Амалия Германа Емануела (* 26 март 1891, Залцбург; † 4 октомври 1945, Швертберг)

- Принцеса Анна Саксонска
- Алиция от Бурбон-Парма